# Olosz Ella
Olosz Ella, Gazdáné (Keresztvár, 1937. január 3. – Kovászna, 1993. február 7.) erdélyi magyar textilművész, néprajzkutató. Olosz Katalin nővére, Gazda József felesége.

## Életútja
Vonzalmát a szövéshez édesanyjától, Bertha Irmától örökölte, aki a háromszéki hagyományoknak megfelelően a családi otthon minden textilszükségletét maga szőtte. Középiskoláit Kovásznán, majd a sepsiszentgyörgyi Leányközépiskolában végezte (1954), Kolozsvárt a Ion Andreescu Képzőművészeti Főiskolán szerzett diplomát a textil szakon (1961), ahol a nyugati gobelinművészetre Ciupe Mária, az erdélyi népi szövészet hagyományaira Szentimrei Judit irányította rá a figyelmét.
1961-64 között Nagyenyeden, majd 1990-ig Kovásznán rajz- és kézimunkatanár volt.
Tíz éven át, 1975-től 1985-ig, szervezte a Kovásznai Nyári Tárlat című kiállítássorozatot.

## Munkássága
Már egyetemista korában falusi gyűjtőutakon vett részt, majd élményeit külföldi tanulmányutakon egészítette ki. Spanyolországban, Olaszországban, Franciaországban, Angliában, Németországban, Ausztriában és Görögországban ismerkedett a régi és mai Európa textilművészeti értékeivel, de a helyszínen tanulmányozta Egyiptom, Törökország, Szíria, Irak, Irán, Pakisztán, Afganisztán és Türkmenisztán népi textilkultúráját is. Az így szerzett nyugati és keleti tapasztalatok szintéziseként vállalkozott Erdélyben arra, hogy a hagyományos és a modern egymásra hatását a textil nyelvén megfogalmazza.
„Az egyszerűség döbbenetét szeretném az emberekből kiváltani!” – ez volt ars poeticája, s alkotásai valóban egy minden lényegest magukban hordó leegyszerűsödés mélységével ragadnak meg. Esztétikai tanulmányait, jegyzeteit közölték a Kriterion kiadásában megjelent Népismereti Dolgozatokban, a Megyei Tükör, A Hét, Korunk és Az Ige hasábjain. Szerkesztette és bevezette Csulak Magda 125 árapataki szálánvarrott hímzésminta (Sepsiszentgyörgy 1972) című albumát.
Önálló munkája a Kézimunkázók könyve (1986).
Megalakulása óta tagja volt a Kriza János Néprajzi Társaságnak. Kárpitjai gyűjteményével 1991-ben a budapesti Műcsarnokban jelentkezett; halála után került sor kolozsvári kiállítására (1994).

## Főbb művei
- 125 szálánvarrott magyar hímzésminta. Araci – Árapatak; gyűjt. Csulák Magda, szerk. Gazdáné Olosz Ella; Népi Alkotások és a Művészeti Tömegmozgalom Kovászna Megyei Irányító Központ, Sepsiszentgyörgy, 1972
- Kézimunkázók könyve; ill. a szerző; Kriterion–Közgazdasági és Jogi, Bukarest–Bp.,1986
- A tű csodája. Moldvai csángó-magyar inghímek, erdélyi öltéstechnikák; Pro-Print, Csíkszereda, 2001